# Istoria provinciei Kosovo în secolul al XX-lea
Istoria provinciei Kosovo în secolul al XX-lea este cuprinsă de războaie, atât civile cât și războaie mondiale, și modul în care a fost construită și destrămată regiunea în ultimii o sută de ani.
În timpul războaielor balcanice din 1912, cea mai mare parte a provinciei Kosovo a fost luată de Regatul Serbiei de la Imperiul Otoman, în timp ce regiunea Metohia (cunoscută de albanezi cu numele Valea Dukagjini) a fost luată de Regatul Muntenegrului. Populațiile dintre etnici sârbi și albanezi aveau să se schimbe în urma teritoriilor cucerite, dar până în 1912 procentul populației din Kosovo era constituit din 75 % de albanezi. În timp ce sârbii au văzut acest lucru ca fiind o eliberare, albanezii l-au considerat fiind o ocupație brutală:

„Ziarul englez Daily Chronicle a raportat la data de 12 noiembrie 1912, că este adevărat că mii de albanezi au fost masacrați de sârbi. Două mii de albanezi musulmani au fost uciși în apropierea capitalei Skopje, iar alți 5000 în apropierea orașului Prizren. Multe sate au fost incendiate, iar locuitorii acestora au fost uciși. Locuitorii albanezi de case au fost pur și simplu uciși, în timpul căutărilor de arme din casă în casă, chiar și atunci când nicio armă nu a fost găsită. Sârbii au declarat că albanezii musulmani trebuiau să fie exterminați deoarece aceasta era unica modalitate de pacificare a țării.”

Rapoarte de atrocități împotriva populației albaneze au fost de asemenea raportate de Leon Trosty, pe acea vreme reporter pentru Luch și verificate de către Comisia Carnegie a stabilit să analizeze conflictul. În timpul Primului Război Mondial, Kosovo a fost ocupat de forțele bulgare și austro-ungare, în urma unei grave înfrângeri a armetei sârbe și a aliaților în 1915. Întorși în 1918, forțele sârbe au socs afară Puterile Centrale din Kosovo, în timp ce războiul urma să se sfârșească. După Primul Război Mondial, Regatul sârbilor, craților și slovenilor a fost format, unind astfel regiunea sârbă Kosovo și regiunea muntenegreană Metohia în cadrul Regatului Serbiei.

## Primul Război Mondial
Din iarna anului 1915 - 1919, în timpul Primului Război Mondial, locuitorii regiunii Kosovo au asistat la un exod mare al armatei sârbe, devenind cunoscut cu numele Marea Retragere Sârbă. Învinși și sleiți de puteri în bătălii, sârbii au fost nevoiți să se retragă, astfel Kosovo a fost ocupat de trupele celui de-al Treilea Țarat Bulgar și Austro-Ungare. Zeci de mii de au murit datorită lipsei de hrană, condițiilor de climatice extreme și atacurilor albanezilor, retrăgându-se către aliați în Corfu și în Salonic, pierzând aproape 100.000 de soldați pe parcursul drumului.
Armata sârbă (ajutată în principal de către armata franceză și italiană) a fost capabilă să se vindece, iar soldații bolnavi și răniți au primit asistență medicală, deoarece acestea au fost departe de liniile de frontieră. După ce s-au refăcut și regrupat, au revenit pe câmpul de luptă.
În 1918, armata sârbă a scos afară Puterile Centrale din Kosovo, care la rândul lor, au comis atrocități împotriva albanezilor și sârbilor. Kosovo a fost unificată cu Metohia muntenegreană, iar ulterior, Muntenegru a aderat la Regatul Serbiei. După sfârșitul Primului Război Mondial, țara a fost transformată în Regatul Sârbilor, Croaților și Slovenilor (albaneză Mbretëria Serbe, Kroate, Sllovene; sârbo-croată Kraljevina Srba, Hrvata i Slovenaca) pe 1 decembrie 1918, obținând teritoriile dobândite după victorie.

## 1918-1945
Tratatele de pace din 1919-1920 a stabilit un stat iugoslav numit „Regatul Slovenilor, Croaților și Sârbilor”, sau pur și simplu Iugoslavia. Populația regatului era de 12 milioane de locuitori, dintre care 1.000.000 erau albanezi. Provincia Kosovo a fost împărțită în patru județe — trei fiind o parte a entității din Serbia: Zvečan, Kosovo și Metohia de Sud; și unul din Muntenegru: Metohia de Nord. Cu toate acestea, noul sistem de administrare de la 26 aprilie 1922, a împărțit Kosovo între cele trei domenii ale Regatului: Kosovo, Rascia și Zeta. În 1929, Regatul a fost transformat în Regatul Iugoslaviei.Teritoriul din Kosovo, a fost împărțit alături de Zeta Banovina, Morava de Banovina, și Vardar Banovina.

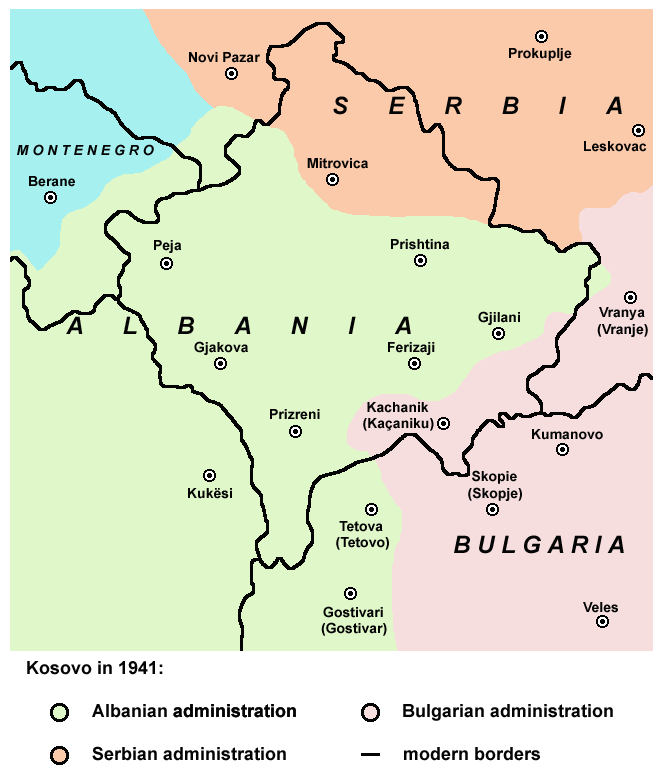
Kosovo în 1941, care arată în verde zona anexată Albaniei Mari

În 1921, albanezii kosovari au cerut Ligii de la Prizren să unifice Kosovo cu Albania. Aceștia au presupus că 12.000 de albanezi au fost uciși, iar alți 22.000 au fost condamnați. A fost creată o mișcare de armament al albanezilor Kachak cu scopul de a unifica provincia cu Albania. Ca urmare, albanezii din Kosovo au fost văzuți de sârbi ca o mișcare iredentistă, subversivă constituției Iugoslaviei. Istorici precum Noel Malcolm a estimat între 1918-1941 că 90.000-150.000 de albanezi și alți musulmanii au emigrat din Kosovo.
Liderul sârb Vaso Cubrilovic a propus în 1937 un memorandum de a rezolva problema albanezilor din Iugoslavia: expulzarea albanezilor, este considerat de mulți istorici (ca de exemplu francezul Michel Roux) ca fiind una din principalele promoții de purificare etnică în secolul al XX-lea.

### Kosovo în cadrul Albaniei Mari
Iugoslavia a fost cucerită de Puterile Axei, în aprilie 1941 și împărțită în principal, între Italia și Germania. Kosovo a fost inclus în principal în zonă italiană controlată și a fost unită cu Albania fascistă între 1941 și 1943.
După invazia Axei, cea mai mare parte din Kosovo a devenit o parte controlată de italienii Albaniei Mari, precum și o parte mică din est a Bulgariei iar partea nordică a Serbiei ocupate de Germania Nazistă. După ocuparea Albaniei de italieni, liderii politici au stabilit în urma Conferinței de la Bujan, ca provincia Kosovo să rămână Albaniei, expulzând sârbi și muntenegreni. Drept consecință, peste 10.000 de sârbi au fost uciși de grupările paramilitare fasciste albaneze  (cum ar fi gruparea Vulnerati, Partidul Fascist Albanez și Balli Kombëtar , sprijinite de Italia Fascistă și de Germania Nazistă) și alți zeci de mii au fost alungați din Kosovo în timpul celui de-al doilea război mondial.
După predarea Regatului Italiei în septembrie 1943, forțele germane au preluat controlul direct al regiunii. Kosovo a fost eliberat în vara anului 1944, de către partizanii iugoslavi, cu ajutorul partizanilor albanezi ai Cominternului, și a devenit o provincie a Serbiei în Federația Democratică Iugoslavia. Albanezii din Kosovo, care au promis auto-determinare dacă se alătură partizanilor, s-au revoltat declarând legea marțială. A fost nevoie de aproximativ șase luni pentru ca zona să fie pacificată după ce 20.000 de albanezi din Shaban Polluza s-au opus integrării Kosovo în cadrul Iugoslaviei.

## 1945-1989
Provincia a fost formată prima dată în 1945 ca Regiunea Autonomă Kosovo-Metohia pentru a-și proteja majoritățile albaneze în Republica Populară Serbia a ca un membru al Republicii Populare Federative Iugoslavia, sub conducerea liderului partizan. Iosif Broz Tito a inițiat o nouă entitate internă, cu toate acestea, în primii ani, acesta a fost simbolic, deoarece nu a avut autonomie. După ce Iugoslavia și-a schimba numele în Republica Socialistă Federativă Iugoslavia și Serbia în Republica Socialistă Serbia în 1953, Kosovo dobândită autonomie internă în anii 1960.
În Constituția din 1974, guvernul Provincii Socialiste Autonome Kosovo a primit puteri mai mari, inclusiv cele mai mari titluri a unui stat — Președintele și premierul și un loc în care Președinția Federală a făcut-o de facto o republică socialistă în Federație, dar rămase ca o provincie socialistă autonomă în Republica Socialistă Serbia. Tito a urmărit o politică de slăbire a Serbiei, crezând că „o Serbie slabă este echivalentul unei Iugoslavii puternice”. În acest scop, Voivodina și Kosovo au devenit regiuni autonome și au fost date drepturi înalte ca de facto republici.
Limba sârbo-croată și limba albaneză au fost definite ca limbi oficiale cu privire la nivel provincial de marcând cele două mari grupuri lingvistice kosovare: sârbii și albanezii. De fapt, albanezii puteau chiar să deschidă școli și universități albaneze independente.

Provincia Socialistă Autonomă Kosovo a Serbiei Socialiste în cadrul Iugoslaviei Socialiste, 1974-1990

În anii 1970, apare o mișcare naționalistă albaneză urmărind recunoașterea provinciei Kosovo ca republică în cadrul federației, în timp ce elementele cele mai extreme au fost menite pentru o independență deplină. Regimul arbitrar a lui Tito s-a confruntat rapid cu situația, oferind numai o soluție temporară.